# An Hải Nam
An Hải Nam là một phường thuộc quận Sơn Trà, thành phố Đà Nẵng, Việt Nam.

## Địa lý
Phường An Hải Nam có vị trí địa lý:
- Phía đông giáp phường Phước Mỹ
- Phía tây giáp quận Hải Châu
- Phía nam giáp quận Ngũ Hành Sơn
- Phía bắc giáp phường An Hải Bắc.

Phường An Hải Nam có diện tích 2,35 km², dân số năm 2023 là 34.494 người, mật độ dân số đạt 14.678 người/km².

## Lịch sử
Ngày 24 tháng 10 năm 2024, Ủy ban Thường vụ Quốc hội ban hành Nghị quyết số 1251/NQ-UBTVQH15 về việc sắp xếp đơn vị hành chính cấp huyện, cấp xã của thành phố Đà Nẵng giai đoạn 2023 – 2025 (nghị quyết có hiệu lực từ ngày 1 tháng 1 năm 2025). Theo đó, thành lập phường An Hải Nam thuộc quận Sơn Trà trên cơ sở toàn bộ 0,82 km² diện tích tự nhiên, quy mô dân số là 21.372 người của phường An Hải Đông và toàn bộ 1,53 km² diện tích tự nhiên, quy mô dân số là 13.122 người của phường An Hải Tây.
Phường An Hải Nam có 2,35 km² diện tích tự nhiên và quy mô dân số là 34.494 người.